# Catalan Grimaldi
Catalan Grimaldi (ur. ok. 1425, zm. w lipcu 1457) – senior Monako od 1454 do swojej śmierci. Syn seniora Monako Jana I Grimaldiego i Pomelline Fregoso.
Catalan (wł. Catalano) jako senior pozostawał pod wpływem matki Pomelline Fregoso. Za jej namową związał Monako z polityką genueńską, gdzie dożą był szwagier Catalana Piotr Fregoso. 24 maja 1456 r. Genua podpisała sojusz z królem Francji Karolem VII. Król dał w zawartym układzie gwarancję seniorowi Catalanowi i jego posiadłościom, potwierdził także "prawo morskie".
Wbrew woli matki podjął decyzję co do kandydata na męża dla swej jedynej córki Klaudyny (matką Klaudyny była Blanka del Carretto). Kandydatem na jej męża został Lambert Grimaldi, daleki kuzyn, syn Mikołaja I Grimaldi, seniora d’Antibes.
Catalan zmarł w lipcu 1457 r. zostawiając Monako swej sześcioletniej córce Klaudynie, której opiekunką, zgodnie z testamentem Catalana, została jego matka Pomelline Fregoso.